# کوپرستون (ویرجینیای غربی)
کوپرستون(به انگلیسی: Kopperston) شهری در ایالت ویرجینیای غربی کشور ایالات متحده آمریکا است که جمعیت آن در سرشماری سال ۲۰۱۰ میلادی، ۶۱۶ نفر بوده‌است.